# Dorfkirche Döbbersen

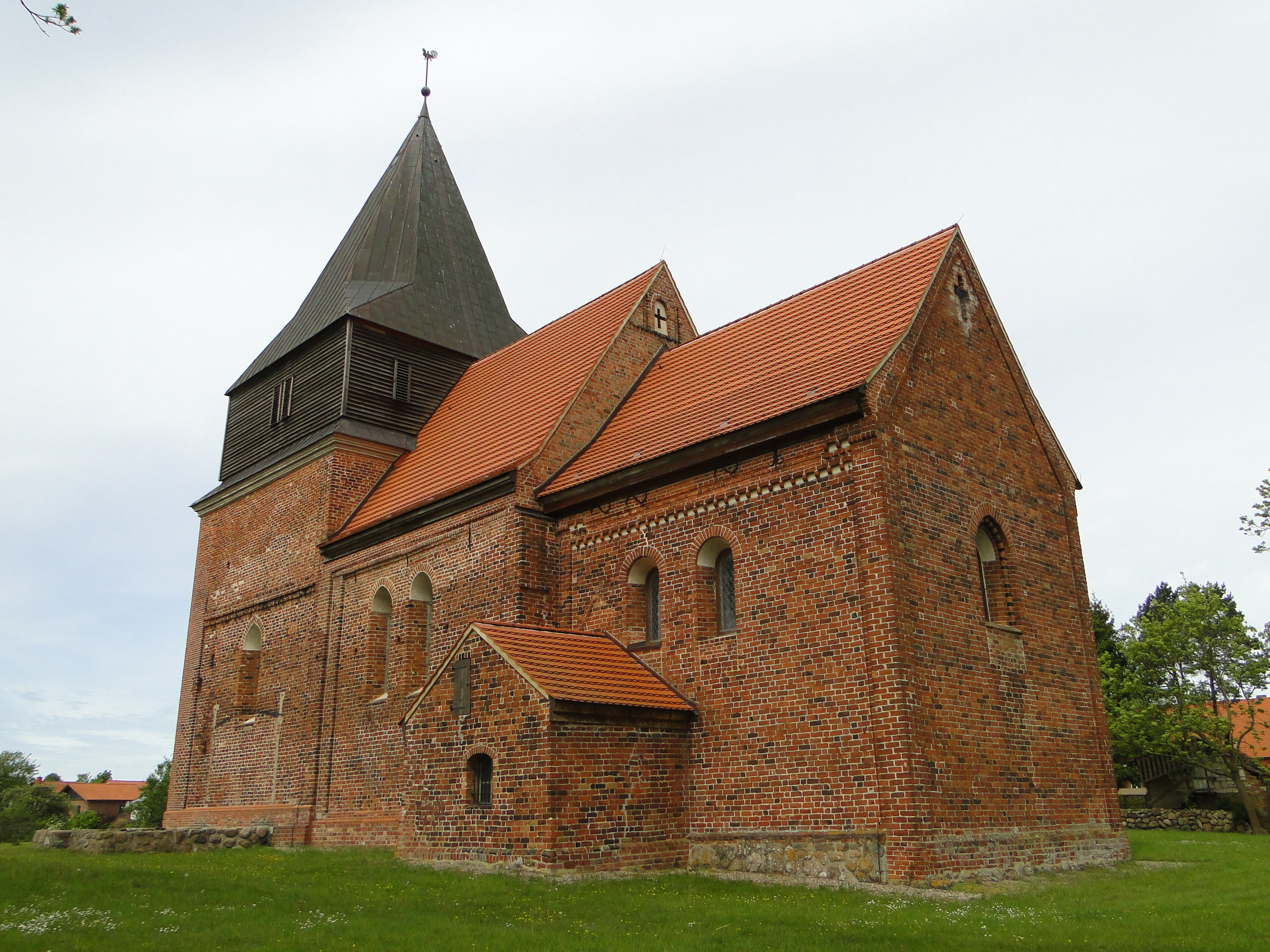
Dorfkirche Döbbersen

Die evangelische Dorfkirche Döbbersen ist eine spätromanisch-frühgotische Backsteinkirche im Ortsteil Döbbersen von Wittendörp im Landkreis Ludwigslust-Parchim in Mecklenburg-Vorpommern. Sie gehört zur Kirchengemeinde Döbbersen in der Propstei Parchim der Evangelisch-Lutherischen Kirche in Norddeutschland (Nordkirche).

## Geschichte und Architektur

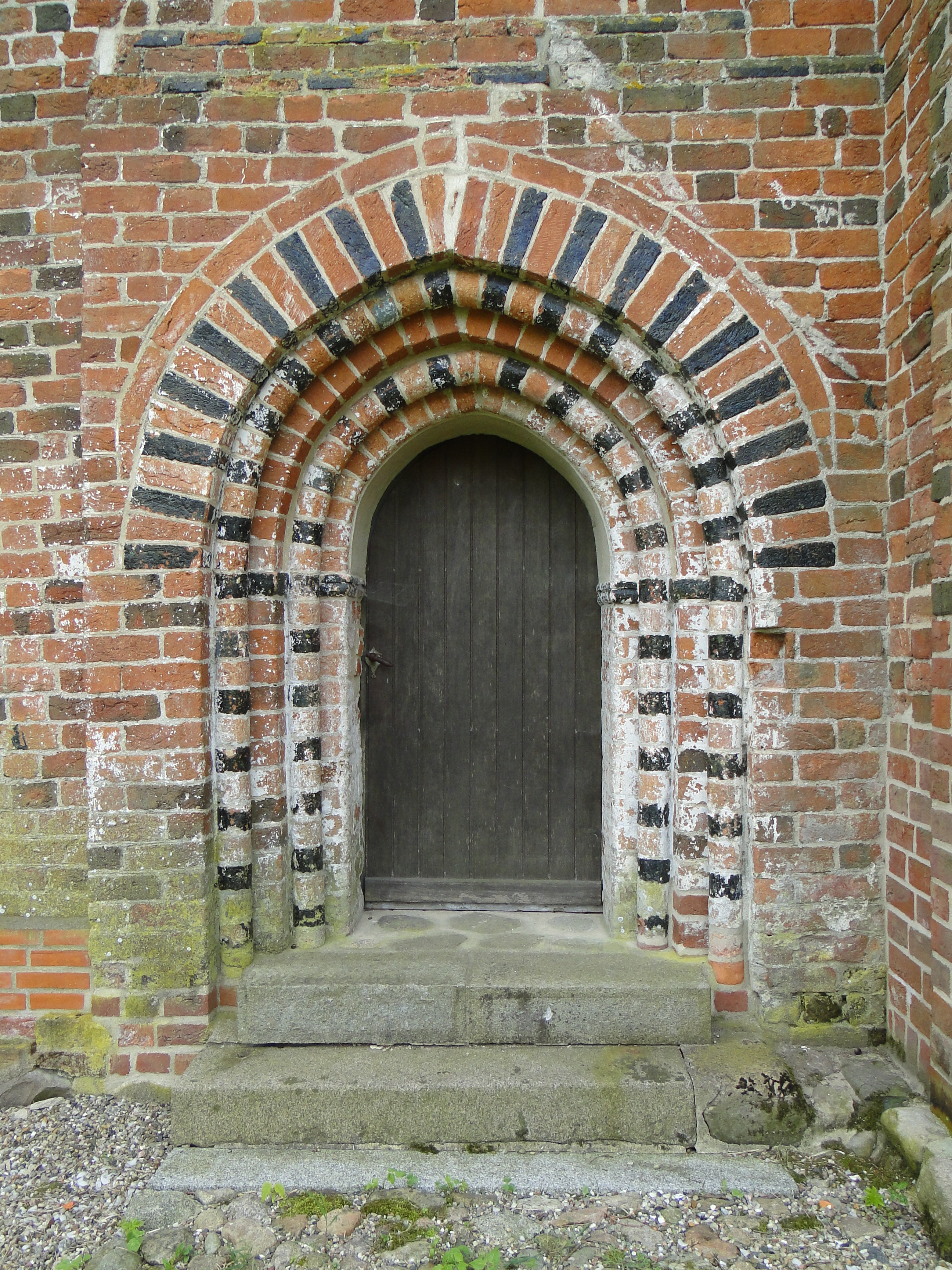
Portal am Chor

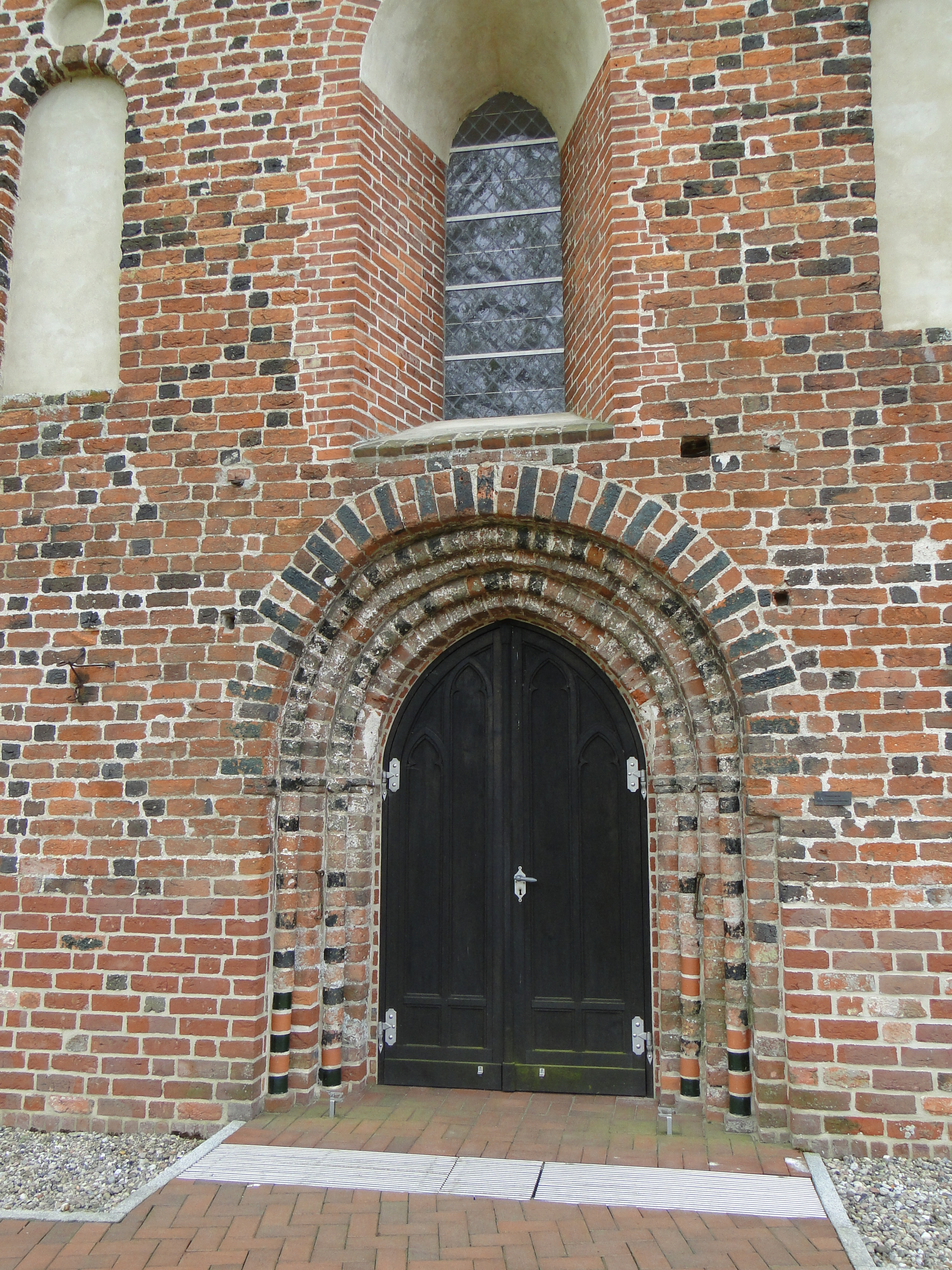
Portal am Turm

Die Kirche ist ein einheitliches, 1255 mit dem Patrozinium des Hl. Vitus geweihtes Bauwerk unter westfälischem Einfluss, das aus dem eingezogenen längsrechteckigen Chor und dem Langhaus aus zwei etwa quadratischen Jochen besteht, das im Westen als Turm erhöht und mit einem gedrungenen Spitzhelm abgeschlossen ist. Alle Bauteile sind mit Lisenen und Zahnschnittfriesen versehen. Nur die paarweise angeordneten Fenster auf der Nord- und Südseite des Chors sind mit Rundbogen abgeschlossen, die übrigen Fenster sind mit abgestumpften Spitzbögen versehen. Das Ostfenster ist mit eingelegtem Rundstab verziert. Die Westwand der Kirche wurde bei der Restaurierung 1995 neu erbaut.
Auf der Nordseite des Chors und des Turmes sind abgetreppte Portale mit eingelegten Rundwülsten angeordnet; das erstere ist mit stumpfem Spitzbogen, das letztere mit Rundbogen ausgeführt. Beide Portale sind mit glasierten Formsteinen geschmückt. Die Raumteile der Kirche sind mit kuppelartigen Kreuzgratgewölben geschlossen. Der Triumphbogen ist ebenfalls mit abgestumpftem Spitzbogen versehen. Insgesamt ist die Kirche der Romanik zuzurechnen, obwohl sie mit ihren Portalen Elemente der Backsteingotik enthält.

### Wandmalereien
Wandmalereien aus dem 15. Jahrhundert zeigen an der nördlichen Triumphbogenlaibung die heilige Gertrud; an der südlichen Ostwand des Langhauses ist der heilige Georg mit dem Drachen dargestellt. An der Nordwand sind in einem Wandgemälde aus der zweiten Hälfte des 16. Jahrhunderts Mose und Aaron neben der Ehernen Schlange und gegenüber Luther und vermutlich Melanchthon neben dem Kreuz dargestellt. In den Langhausgewölben finden sich zwei Rosetten. Die Malereien wurden 2006 restauriert.

## Ausstattung
Hauptstück der Ausstattung ist ein hölzerner Altaraufsatz von Heinrich Johann Bülle aus den Jahren 1725 bis 1729. Er zeigt ein Abendmahlsrelief in der Predella, eine vollplastische Kreuzigungsgruppe im Hauptfeld, die von Moses und Aaron flankiert wird und ein Grablegungsrelief im oberen Abschluss.
Eine achteckige Granittaufe aus dem 13. Jahrhundert und ein barocker Taufengel von 1704 vervollständigen die Ausstattung. Im Turmjoch ist eine Grabplatte für Curt Pentz († 1620) mit seiner Reliefdarstellung gerahmt von Pilastern und Rundbogen erhalten.
Eine Glocke wurde 1743 von Lorenz Strahlborn in Lübeck gegossen und ist auf den Ton fis1+7 gestimmt.

### Orgel
Die Orgel ist ein Werk von Johann Heinrich Runge mit ursprünglich sechs Registern auf einem Manual und Pedal aus dem Jahr 1878, das nach einem Umbau von 1971 im Jahr 2014 von Gottfried Schmidt aus Rostock erweitert und wiederhergestellt wurde. Das Schleifladen-Instrument hat heute 10 Register. Die Trakturen sind mechanisch.
| Manual C–g3 |                |     |
| 1.          | Bordun         | 16′ |
| 2.          | Principal      | 8′  |
| 3.          | Hohlflöte      | 8′  |
| 4.          | Viola di Gamba | 8′  |
| 5.          | Octave         | 4′  |
| 6.          | Flöte          | 4′  |
| 7.          | Octave         | 2′  |
| 8.          | Mixtur II-III  |     |

| Pedal C–d1 |          |     |
| 9.         | Subbaß   | 16′ |
| 10.        | Octavbaß | 8′  |

- Koppel: Man/P